# 뉴스라이브
뉴스라이브는 과거 대한민국에 있던 인터넷 언론으로 우파적 성향을 띠었다. 2005년 프리존뉴스라는 이름으로 창간되었으며 2011년 6월부터 2012년 6월까지 지금과 같은 이름을 사용하였다. 본사는 서울특별시 중구 장충동1가에 있었다. 대표는 강길모였으며 2009년 인터넷미디어협회의 3대 회장으로 선출되었다.
과거 프리존뉴스 시절에는 "세상을 밝히는 자유언론"을 슬로건으로 내걸었으며 2011년 6월부터 "거짓말 하지 않는 뉴스라이브"를 슬로건으로 내걸었다. 정치 커뮤니티 프리존과 보도 전문 사이트인 뉴스라이브로 나뉘었으며 2012년 6월 이후로 사실상 운영되지 않고 있다.